# Дунайская низменность

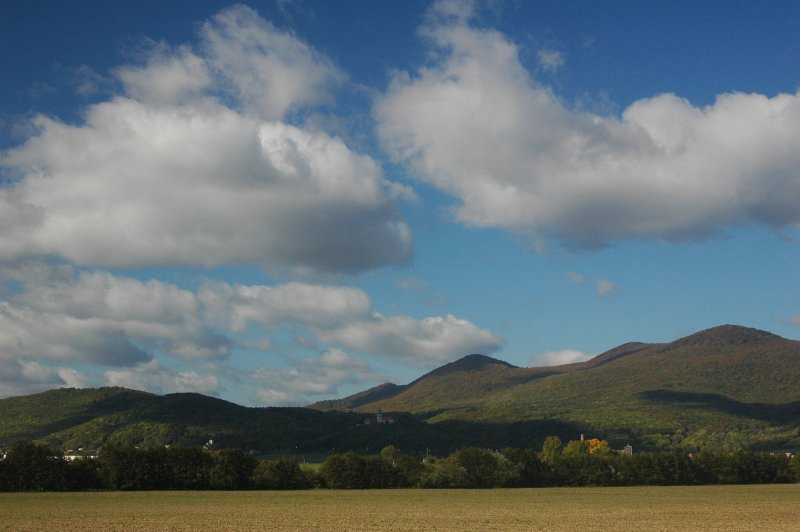
Вид с Трнавской низменности на Малые Карпаты

Дунайская низменность (словац. Podunajská nížina) — часть Кишальфёльда между Дунаем, Малыми Карпатами и другими частями Западных Карпат. Это соответствует той части Кишальфёльда, который расположен на территории Словакии.
В геоморфологическом отношении Дунайская низменность образует вместе с Нойзидльским бассейном в Австрии и Дьёрским бассейном в Венгрии единую структуру, однако всё же, как правило, рассматривается отдельно. Дунайская низменность представляет собой обширную тектоническую впадину, наполненную слоем осадочными породов четвертичного периода высотой 100—350 м. Низменность состоит из двух частей:
- Холмистая местность на севере (Podunajská pahorkatina)
- Дунайская равнина на юге (Podunajská rovina)

Регион носит сельскохозяйственный характер. К более крупным населённым пунктам, находящимся в Дунайской низменности, относятся Топольчани, Нове-Замки, Комарно, Левице, Дунайска-Стреда и Галанта. Эти города являются экономическими и торговыми центрами региона. В Дунайской низменности находятся также многочисленные древние винодельческие коммуны, среди которых Свети-Юр, Пезинок, Модра, а также курорты Пьештяни и Дудинце.
На юге низменности, прежде всего на Житном острове, проживает крупное венгерское меньшинство.